# Wes Harding
Wesley Nathan Hylton Harding, noto semplicemente come Wes Harding (Leicester, 10 ottobre 1996), è un calciatore inglese naturalizzato giamaicano, difensore del Millwall.

## Caratteristiche tecniche
Di ruolo difensore centrale, può giocare anche come terzino destro.

## Carriera

### Club
Nato a Leicester, ha iniziato la carriera nel settore giovanile dell'Aston Villa per poi passare al Birmingham City nel 2013. Nel 2016 ha giocato per un mese in prestito all'Alfreton Town dove ha disputato 3 incontro di National League.
A partire dalla stagione 2017-2018 è stato promosso definitivamente in prima squadra ed ha debuttato fra i professionisti l'8 agosto 2017 in occasione dell'incontro di FA Cup vinto 5-1 contro il Crawley Town.
A fine anno estende il proprio contratto (cosa che aveva già fatto in febbraio) con il Birmingham fino al 2022.
Il 20 agosto 2020 viene acquistato dal Rotherham Utd.

### Nazionale
Il 7 giugno 2021 esordisce con la Giamaica (nazionale delle sue origini) in amichevole contro il Rotherham Utd.

## Statistiche
Statistiche aggiornate al 11 luglio 2020.

### Presenze e reti nei club
| Stagione        | Squadra         | Campionato      | Campionato | Campionato | Coppe nazionali | Coppe nazionali | Coppe nazionali | Coppe continentali | Coppe continentali | Coppe continentali | Altre coppe | Altre coppe | Altre coppe | Totale | Totale | Totale |
| Stagione        | Squadra         | Comp            | Pres       | Reti       | Comp            | Pres            | Reti            | Comp               | Pres               | Reti               | Comp        | Pres        | Reti        | Pres   | Reti   |        |
| --------------- | --------------- | --------------- | ---------- | ---------- | --------------- | --------------- | --------------- | ------------------ | ------------------ | ------------------ | ----------- | ----------- | ----------- | ------ | ------ | ------ |
| ago.-set. 2016  | Alfreton Town   | NAT             | 3          | 0          |                 | -               | -               |                    | -                  | -                  |             | -           | -           | 3      | 0      |        |
| 2017-2018       | Birmingham City | FLC             | 9          | 0          | FACup+CdL       | 0+2             | 0               |                    | -                  | -                  |             | -           | -           | 11     | 0      |        |
| 2018-2019       | Birmingham City | FLC             | 27         | 0          | FACup+CdL       | 1+1             | 0               |                    | -                  | -                  |             | -           | -           | 29     | 0      |        |
| 2019-2020       | Birmingham City | FLC             | 14         | 0          | FACup+CdL       | 3+1             | 0               |                    | -                  | -                  |             | -           | -           | 18     | 0      |        |
| Totale carriera | Totale carriera | Totale carriera | 53         | 0          |                 | 8               | 0               |                    | -                  | -                  |             | -           | -           | 61     | 0      |        |